# José Marianno Filho
José Marianno Carneiro da Cunha Filho (Recife, 13 de abril de 1881– Rio de Janeiro, 5 de junho de  1946) escritor e crítico de arte e arquitetura, Diretor da Escola Nacional de Belas Artes (atual Escola de Belas Artes da UFRJ).

## Biografia

### Os primeiros anos
Embora sua família, já no final do século XIX, tenha sido muito abastada, possuía nomes ligados a causas populares e as artes. Seu pai, José Marianno Carneiro da Cunha, foi amigo de Joaquim Nabuco e membro do Clube do Cupim, uma associação secreta pernambucana, fundada em 1884, que lutou fervorosamente pelo fim da escravatura. Foi ainda fundador do jornal A Província, que também defendia o abolicionismo. O  irmão mais novo de José Marianno Filho,  nascido em 1889 e falecido em 1958, no Rio de Janeiro, era Olegário Marianno Carneiro da Cunha, ou simplesmente o príncipe dos poetas Olegário Marianno, deputado constituinte e ocupante da cadeira nº 21 da Academia Brasileira de Letras.
José Marianno bacharelou-se em medicina, no início do século XX, no Rio de Janeiro, porém muito pouco ou nada exerceu da profissão desejada pela abastada família nordestina. Trilhando caminhos absolutamente distintos, optou pelo campo das artes plásticas, com ênfase na arquitetura, principalmente tudo aquilo que estivesse associado ao passado luso-brasileiro.
Foi casado com D. Violeta Siciliano, filha do conde Alexandre Vicenzo Siciliano. Após seu casamento, em 1908, iniciou seus preparativos para a construção do que viria a ser o símbolo do movimento neocolonial. Adquiriu um amplo terreno às margens da Lagoa Rodrigo de Freitas e gradativamente arrematava elementos de arquitetura, oriundos de obras arruinadas, como o convento franciscano de Santo Antônio de Paraguaçu, em Cachoeira, Bahia.  De lá, em 1915, vieram painéis de azulejos e até mesmo um chafariz original do século XVII que iria ornar o pátio interno do futuro Solar de Monjope.

### A defesa de uma arquitetura nacional
Dono de uma personalidade forte e marcante, José Marianno propugnava uma arquitetura intrinsecamente conectada à realidade brasileira, tanto em seus aspectos materiais como culturais. Em 1943, José Marianno Filho publicou uma coletânea de artigos escritos por ele entre os anos 1920 e 1940, intitulado “À margem do problema arquitetônico nacional”. Tal livro já assinalava em seu título a derrocada de um projeto em defesa de uma arquitetura brasileira que o próprio José Marianno se empenhou até os últimos anos de sua vida com seu esforço intelectual, seu prestígio nos meios sociais e acadêmicos e seus recursos financeiros. Esses artigos deixavam transparecer um radicalismo que crescia à medida que sua causa perdia espaço no panorama arquitetônico, principalmente pela consolidação do Movimento Moderno.
Ávido leitor e acionista de alguns periódicos, logo tomou conhecimento das conferências realizadas por Ricardo Severo, em São Paulo, em julho de 1914, tratando da “Arte Tradicional no Brasil” , que podem ser consideradas o marco zero do movimento no Brasil.

### A carreira
Em 1921, quando da criação do primeiro Instituto de Arquitetos, José Marianno instituiu um concurso “Casa Brasileira”, promovido entre estudantes, cujo projeto vencedor poderia ser aproveitado como sua futura casa. Em 1923, José Marianno patrocinou outro concurso, “Solar Brasileiro”, no qual Angelo Bruhns obteve o primeiro lugar, seguido pelo jovem estudante Lucio Costa. Na ocasião, Costa foi pessoalmente convidado pelo promotor do concurso, em gentil bilhete, para uma visita à sua residência, elogiando alguns trabalhos observados em outras concorrências . Iniciava-se ali uma parceria de alguns anos, com admiração mútua, interrompida quando Costa foi convidado para a direção da Escola de Belas Artes, mudando radicalmente sua posição em relação à arquitetura tradicional.
Ainda em 1923, José Marianno tornou-se o presidente da Sociedade Brasileira de Belas Artes, instituição que se transformou em reduto do movimento que se iniciava. Ali, no início de 1924, patrocinou a viagem de alguns estudantes e arquitetos para Minas Gerais, entre eles Nestor de Figueiredo, Nereu Sampaio, Angelo Bruhns e Lucio Costa. Na volta, havia a intenção da publicação de um catálogo com os detalhes recolhidos pelos participantes, com texto do patrocinador, que não chegou a se concretizar.
Em 1924, José Marianno mostrava-se incansável em defesa da profissão do arquiteto. Procurando evitar divisões indesejáveis na classe, ocorridas em 1921 com a divisão em duas representações (Instituto Brasileiro de Arquitetos e Sociedade Central dos Arquitetos), conseguiu unificá-las como Instituto Central dos Arquitetos, tornando-se um de seus diretores e principais articuladores.
Entre 1926 e 1927, dirigiu a Escola Nacional de Belas Artes, na qual procurou incentivar o estudo da arte brasileira e a produção de uma arquitetura nacional. Devido ao seu cargo, participou da comissão responsável pelo debate sobre um novo plano para o Rio de Janeiro, integrada também por Archimedes Memoria e outros arquitetos e engenheiros. Como resultado destas discussões, Antonio Prado Jr., o prefeito do então Distrito Federal, decidiu pela contratação do urbanista Alfred Agache, autor do plano que levou seu nome.
Em junho de 1930, Marianno participou ativamente do IV Congresso Pan-americano de Arquitetura, realizado no Rio de Janeiro. Apresentou teses, apartes, promoveu discussões e polêmicas. A ampla cobertura concedida pela imprensa registrou sua atuação incansável, tornando-o, mais do que os arquitetos participantes, o verdadeiro destaque do evento.
No entanto, a situação política nacional e internacional apresentava muita turbulência. Poucos meses após o IV Congresso, o presidente Washington Luiz, que participara diretamente do evento, seria deposto, em 24 de outubro.  Interesses políticos, ideológicos, econômicos, manifestavam-se em debates acirrados em defesa de correntes políticas e arquitetônicas. Não havia espaço para o politicamente correto, tanto por parte de José Marianno quanto por parte de seus detratores.
Mesmo com o novo governo, instalado em 3 de outubro, José Marianno não desistira de combater uma arquitetura que considerava nociva aos interesses da população, pelo seu caráter internacionalizante.
Passados os anos, muitas das questões apresentadas por José Marianno voltaram à baila. Problemas relacionados ao consumo de energia, à produção de matéria-prima para a construção civil, às técnicas construtivas, às noções de pertencimento, a novas questões estéticas, tomaram novo enlevo. 

## Obras
- A arborização das estradas de rodagem. Rio de Janeiro: Serviço de documentação, Ministério da agricultura, 1945.
- Acerca dos copiares do nordeste brasileiro. Rio de Janeiro: Est. de Artes Gráficas, 1942.
- A estatuária do Santuário do Senhor Bom Jesus de Matosinhos de Congonhas do Campo. Rio de Janeiro: Est. de Artes Gráficas, 1946.
- À margem do problema arquitetônico nacional. Rio de Janeiro: Artes Gráficas, 1943.
- Aspectos do problema florestal brasileiro. Rio de Janeiro: Editora Elba, 1934.
- Debates sobre estética e urbanismo. Rio de Janeiro: Est. de Artes Gráficas, 1943.
- Ensaio sobre as meliponidas do Brasil. Rio de Janeiro: Typ. Besnard Frêres,1911.
- Estudos de Arte Brasileira. Rio de Janeiro: Est. De Artes Gráficas, 1942.
- Influências Muçulmanas na arquitetura tradicional brasileira. Rio de Janeiro: Editora A Noite, 1943.
- O problema florestal de Petrópolis. Rio de Janeiro: O Cruzeiro, 1933.
- Os três chafarizes do Mestre Valentim. Rio de Janeiro: Est. De Artes Gráficas, 1943.
- Urbanite Aguda. Rio de Janeiro: Empreza Graphica Paulo Pongetti, 1945.